# 本·揚斯
本·揚斯（英語：Ben Youngs；1989年9月5日—）是一位英格蘭橄欖球運動員。他是英格蘭國家橄欖球隊的一員，代表英格蘭參加了2015年世界盃橄欖球賽。